# حرب قديمة

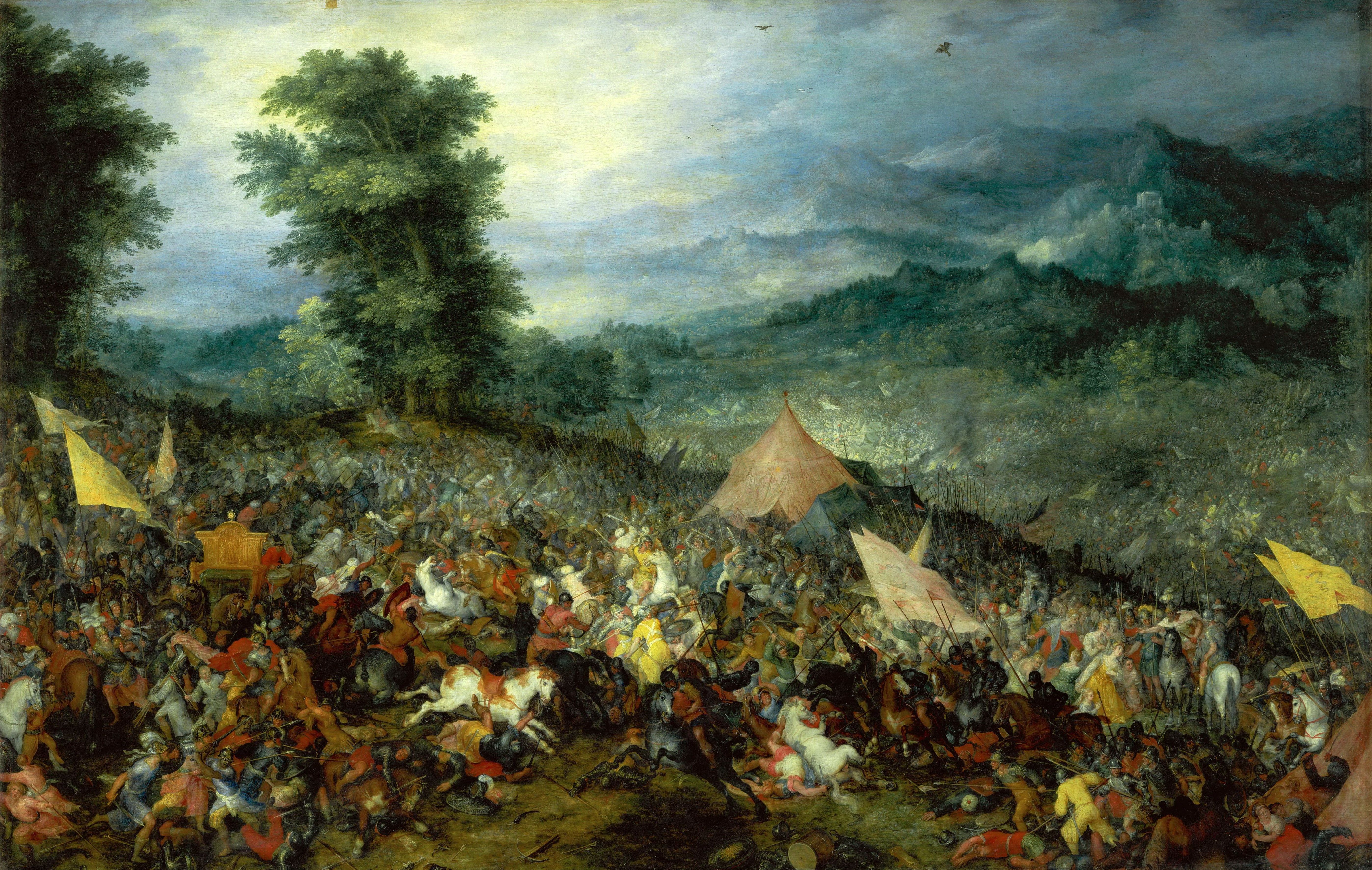

الحرب القديمة هي الحرب مثلما حدثت منذ بدايات التاريخ المسجل حتى نهاية التاريخ القديم. في أوروبا والشرق الأدنى، غالبًا ما تكون نهاية العصور القديمة عند سقوط الإمبراطورية الرومانية الغربية في عام 476 للميلاد، وحروب الإمبراطورية الرومانية الشرقية على حدودها الجنوبية الغربية الآسيوية، والشمال أفريقية، وبداية الفتوحات الإسلامية في القرن السابع. في الصين، يمكن القول إنها انتهت مع بدء الدور المتنامي للفرسان المحاربين الذين كانت هناك حاجة كبيرة لهم؛ من أجل مواجهة التهديد المتزايد باستمرار من الشمال في القرن الخامس وبداية عهد أسرة تانغ في عام 618. في الهند، تنتهي الفترة القديمة بتراجع إمبراطورية غوبتا (في القرن السادس) وبداية الفتوحات الإسلامية هناك منذ القرن الثامن. في اليابان، يمكن القول إن الفترة القديمة انتهت مع نشوء الإقطاعية في فترة كاماكورا في القرنين الثاني عشر والثالث عشر للميلاد.
الفرق بين حروب ما قبل التاريخ والحروب القديمة هو نقص التكنولوجيا أكثر من نقص التنظيم. أدى تطور دول المدن الأولى، من ثم الإمبراطوريات إلى تغيّر الحرب بشكل كبير. فبداية من بلاد ما بين النهرين، أنتجت الولايات فائضًا زراعيًا كافيًا ما أدى إلى ظهور النخب الحاكمة المتفرغة والقادة العسكريين. كانت ما تزال معظم القوات العسكرية من المزارعين، وكان وضع المجتمع يسمح لهم بالاشتراك في الحملات بدلًا من العمل في الأرض لجزء من كل عام. وهكذا تطوّرت الجيوش المنظمة لأول مرة.
ساعد وجود هذه الجيوش على زيادة حجم الدول، وجعلها أكثر مركزية. استمرت الجيوش القديمة المبكرة في استخدام الأقواس والرماح، وهي نفس الأسلحة التي طُوّرت في عصور ما قبل التاريخ من أجل الصيد. فُسّرت النتائج الموجودة في موقع ناتاروك في توركانا، كينيا، كدليل على وجود صراعات وحروب نشبت بين المجموعات في العصور القديمة، لكن رُفض هذا التفسير لاحقًا. اتبعت الجيوش الأولى في مصر والصين نمطًا مشابهًا، إذ استخدموا حشودًا من المشاة المسلحين بالأقواس والرماح. كانت المشاة في هذا الوقت الشكل المهيمن في الحرب وكان جزء من ذلك بسبب عدم اختراع الركاب، وسرج الجمل بعد. تُقسّم المشاة إلى مجموعتين، الجوّالة، والكومة، يكون المشاة المتكوّمون إما يتجهّزون لاختراق خطوط العدو، أو بحالة تحصّن. تُجمع هذه القوى بشكل مثالي، وبذلك يضعون الخصم أمام معضلة: إما يجمعون قواهم ويتركونها عرضة للجوالين، أو ينشرونها ويجعلونها عرضة للكومة. قد يتغير هذا التوازن في نهاية المطاف لأن استخدام التكنولوجيا سمح للعربات وسلاح الفرسان والمدفعية بلعب دور مهم في هذا المجال.
لا يمكن رسم خط واضح بين الحرب القديمة وحرب العصور الوسطى. فقد وُجدت الخصائص المميزة لحرب العصور الوسطى، خاصة سلاح الفرسان الثقيل ومعدّات الحصار مثل المقذاف (أو المنجنيق) لأول مرة في العصور القديمة المتأخرة. التقسيم الرئيسي خلال الفترة القديمة هو في بداية العصر الحديدي مع إدخال سلاح الفرسان (ما أدى إلى تراجع حرب العربات)، والحرب البحرية (شعوب البحر)، وتطوير صناعة تعتمد على المعادن الحديدية التي سمحت بالإنتاج الضخم للأسلحة المعدنية؛ ما أمّن معدات الجيوش الكبيرة بشكل مستمر. كانت أول قوة عسكرية تستفيد من هذه الابتكارات هي الإمبراطورية الآشورية الجديدة، التي حققت امتدادًا لا مثيل له من السيطرة المركزية، وهي أول «قوة عالمية» تمتد على كامل الهلال الخصيب (بلاد ما بين النهرين، وبلاد الشام، ومصر).

## التكتيكات والأسلحة

### الاستراتيجية
ركزت الاستراتيجية القديمة على نطاق واسع على هدفين اثنين، الأول هو إقناع العدو بأن الاستمرار في الحرب أكثر تكلفة لهم من التقدّم، والثاني هو تحقيق أكبر مكاسب ممكنة من الحرب.
كان إجبار العدو على الخضوع بشكل عام عن طريق هزيمة جيشه في الميدان. بمجرد هزيمة قوات العدو، سيجبر خطرُ التعرض للحصار، ومقتل المدنيين وما شابه ذلك العدوَّ للجلوس على طاولة المفاوضات. ومع ذلك، يمكن تحقيق هذا الهدف بوسائل أخرى أيضًا. سيجبر حرق الحقول إما على استسلام العدو، أو على خوضه معركة ضارية. يوفّر انتظار عدو ما إلى أن يضطر جيشه إلى التفكّك بسبب بداية موسم الحصاد، أو عدم توفر سيولة للدفع للمرتزقة، عدوًا بخيار مماثل. كانت تحدث النزاعات الاستثنائية في العالم القديم عندما تُنتهَك قواعد الحرب هذه. يعد كل من عدم قبول الأثنيين والإسبارطيين بالاستسلام بعد سنوات عديدة من الحرب، والإفلاس شبه الكامل في الحرب البيلوبونيسية، والرفض الروماني للاستسلام بعد معركة كاناي مثالين استثنائيين.
يوجد نوع من الحروب تكون أكثر شخصية، وهدفها تحقيق ربح بسيط. ويكون هذا الربح في كثير من الأحيان نقديًا، مثلما كان الحال مع ثقافة مداهمة القبائل الغالية. لكن قد يكون الربح سياسيًا، إذ يُكافأ القادة الكبار في كثير من الأحيان باستلامهم مناصب حكومية بعد نجاحهم. غالبًا ما تتعارض هذه الاستراتيجيات مع المنطق السليم الحديث؛ لأنها تتعارض مع الخيارات الأفضل للدول المشاركة في الحرب.

### التكتيكات
تختلف التكتيكات الفعالة بشكل كبير اعتمادًا على:
1. حجم الجيش.
2. أنواع الوحدات.
3. المنطقة.
4. الطقس.
5. ميزة الموقع.
6. مستوى المهارة.
7. خبرة الأفراد في المعركة.
8. الروح المعنوية الفردية.
9. التسلح (الكمية والنوعية).